# Saison 5 de Ninjago
 (mai 2018).
Si vous disposez d'ouvrages ou d'articles de référence ou si vous connaissez des sites web de qualité traitant du thème abordé ici, merci de compléter l'article en donnant les références utiles à sa vérifiabilité et en les liant à la section « Notes et références ».
Chronologie
Saison 4 Saison 6
Cet article présente le guide des épisodes de la cinquième saison de la série télévisée d'animation américaine Ninjago. Elle se nomme Possession, Possession en anglais. Elle est diffusée du 29 juin 2015 au 10 juillet 2015 sur Cartoon Network, en France, elle est diffusée du 28 août 2015 au 14 novembre 2015 sur France 3. La saison est diffusée à 18h30 aux États-Unis et à 19h30 en France. 

## Épisodes

### Épisode 1:Avis de tempête
- États-Unis : 29 juin 2015 sur Cartoon Network
- France : 28 aout 2015 sur France 3

### Épisode 2:Une histoire de fantômes
- États-Unis : 30 juin 2015 sur Cartoon Network
- France : 17 octobre 2015 sur France 3

### Épisode 3:Le Parchemin du Airjitzu
- États-Unis : 1er juillet 2015 sur Cartoon Network
- France : 17 octobre 2015 sur France 3

### Épisode 4:Le Temple hanté
- États-Unis : 2 juillet 2015 sur Cartoon Network
- France : 24 octobre 2015 sur France 3

### Épisode 5:Le Sabre du sanctuaire
- États-Unis : 3 juillet 2015 sur Cartoon Network
- France : 24 octobre 2015 sur France 3

### Épisode 6:Les Seize Royaumes
- États-Unis : 6 juillet 2015 sur Cartoon Network
- France : 31 octobre 2015 sur France 3

### Épisode 7:La Trahison de Ronan
- États-Unis : 7 juillet 2015 sur Cartoon Network
- France : 31 octobre 2015 sur France 3

### Épisode 8:Les Épreuves de la tombe
- États-Unis : 8 juillet 2015 sur Cartoon Network
- France : 7 novembre 2015 sur France 3

### Épisode 9:Un monde envoûté (1/2)
- États-Unis : 9 juillet 2015 sur Cartoon Network
- France : 7 novembre 2015 sur France 3

### Épisode 10:Un monde envoûté (2/2)
- États-Unis : 10 juillet 2015 sur Cartoon Network
- France : 14 novembre 2015 sur France 3